# Parc naturel préfectoral de Takagoyama
Le parc naturel préfectoral de Takagoyama (県立高宕山自然公園, Kenritsu Takagoyama shizen kōen) est un parc naturel préfectoral situé au centre de la préfecture de Chiba au Japon. D'abord conçu comme ère protégée en 1935, l'élément principal du parc est le mont Takago (高宕山). Le parc s'étend sur les municipalités de Futtsu et Kimitsu,. En 1956, l'habitat que constitue la montagne pour le macaque japonais est le désigné « monument naturel »,.

## Source de la traduction
- (en) Cet article est partiellement ou en totalité issu de l’article de Wikipédia en anglais intitulé « Takagoyama Prefectural Natural Park » (voir la liste des auteurs).